# Durio singaporensis
Durio singaporensis är en malvaväxtart som beskrevs av Ridley. Durio singaporensis ingår i släktet Durio och familjen malvaväxter. Inga underarter finns listade i Catalogue of Life.